# Weiler-lès-Putscheid
Weiler-lès-Putscheid är en ort i Luxemburg.   Den ligger i distriktet Diekirch, i den norra delen av landet, 40 kilometer norr om huvudstaden Luxemburg. Weiler-lès-Putscheid ligger 457 meter över havet och antalet invånare är 153.
Terrängen runt Weiler-lès-Putscheid är kuperad åt sydost, men åt nordväst är den platt.  Närmaste större samhälle är Ettelbruck, 13,0 kilometer söder om Weiler-lès-Putscheid.
I omgivningarna runt Weiler-lès-Putscheid växer i huvudsak blandskog. Runt Weiler-lès-Putscheid är det ganska glesbefolkat, med 35 invånare per kvadratkilometer.